# Ambernave
Ambernave est un roman noir en trois grandes parties et en vingt-cinq chapitres écrit par Jean-Hugues Oppel en 1995.

## Les personnages principaux
- Émile Lebaron, l'ancien docker. Aussi surnommé « Patte Folle ».
- Johé, ainsi surnommé le « colosse », l'homme qui a été pris sous l'aile d'Émile.
- le Chiot, il a un rôle très important dans le roman, puisqu'il est le seul à pouvoir dompter Johé.
- Brison, policier à la recherche du croque-mitaine.
- Lombard, coéquipier de Brison.

## Citations
- « Regarde par-dessus la rivière, Lennie, et je vais te raconter si bien que tu pourras presque le voir. »